# Bavelse Sø
Bavelse Sø er en sø på 89,5 ha, der ligger i forlængelse af Tystrup Sø  på Sydvestsjælland  mellem Sorø og Næstved. Søen gennemløbes af Susåen, der har udløb i den sydøstlige ende. Ved den nordøstlige bred ligger herregården Bavelse. Bavelse sø er op til 8,5 m dyb og er adskilt fra Tystrup Sø af en tange, som hedder Regnstrup Holme; i den nordlige ende er der en snæver passage. 
Bavelse Sø er ligesom Tystrup Sø en del af Natura 2000 plan område nr. 163 Suså, Tystrup-Bavelse Sø, Slagmosen, Holmegårds Mose og Porsmose, og er både fuglebeskyttelsesområde og habitatområde. Området omkring søen er en del af en større naturfredning på 30 km², der blev gennemført i årene 1967-1972.

## Eksterne kilder og henvisninger
1. ↑  Naturplanen for Natura 2000-område nr. 163 Arkiveret 12. april 2021 hos  Wayback Machine på mst.dk hentet 27. marts 2021
2. ↑  Om fredningen omkring Tystrup-Bavelse søerne på fredninger.dk

55°20′2″N 11°38′3″Ø / 55.33389°N 11.63417°Ø